# Carmen Tronchoni Soria
Carmen Tronchoni Soria (Valencia, 23 de abril de 1915-Barcelona, 29 de marzo de 1938) fue una telefonista española que desempeñó su trabajo en la Delegación del Trabajo en Valencia durante la Guerra Civil Española. Al ser descubierta cuando intentaba organizar un pase al bando sublevado de dos comandantes y un joven falangista, fue detenida, juzgada bajo la acusación de alta traición y espionaje y fusilada en el castillo de Montjuïc en 1938.

## Biografía
Carmen Tronchoni era natural de Valencia, nacida el 23 de abril de 1915 en la calle Quart de la capital del Turia, en una familia procedente de Picasent, población en la que habían nacido tanto sus padres (Cristóbal Tronchoni Silla y Desemparados Soria Tarazona), como sus abuelos paternos (Cristóbal Tronchoni Tronchoni y Vicenta Silla Aguado) y maternos (Vicente Soria Morató y Desamparados Tarazona Granell). Tenía dos hermanos: una hermana, Amparo, y un hermano, aunque solamente lo era de padre, Santiago Tronchoni Micó, que fue comandante del Ejército Popular y perteneció a la Columna de Hierro formada por anarquistas.
Durante su adolescencia residió con sus padres en Palma de Mallorca, en Valencia (donde estudió en el colegio de las Carmelitas Descalzas) y en Barcelona. Dejó los estudios y se puso a trabajar desde muy joven, gracias a la intervención de su hermano, como telefonista en la Delegación de Trabajo. En 1935 se presentó en Madrid a las oposiciones como mecanógrafa en las Oficinas de Seguridad, pero no las obtuvo, por lo que regresó a Valencia donde continuó trabajando como telefonista en la Delegación de Trabajo hasta febrero de 1937, año en el que, durante dos meses, trabajó en Sanidad.
El comienzo de la guerra le sorprendió, pues, en Valencia, ciudad que desde el 7 de noviembre de 1936 hasta el 31 de octubre de 1937, fue capital de la II República, circunstancia que favoreció que se viviesen con cercanía e intensidad acontecimientos como el "II Congreso de Escritores Antifascistas", celebrado a comienzos de julio de 1937, actos políticos e intelectuales, debidos a la presencia de los políticos, periodistas, intelectuales y refugiados en general que habían huido del Madrid asediado y de territorios de la zona sublevada. Carmen frecuentó, junto con sus amigas, los bares de moda, especialmente el bar 'Wódka' (donde se reunían brigadistas internacionales, escritores, corresponsales, entre otros, y centro de tertulias literarias), de la calle de la Paz, que se había convertido en el centro cultural y político de la ciudad.
No se dispone de datos que permitan afirmar categóricamente cuál era la filiación política de Carmen antes de su detención. En revistas de la Sección Femenina de la Falange posteriores a la guerra se le atribuye la pertenencia a la Falange valenciana, además de considerarla activista de la Quinta Columna y del Socorro Blanco en Valencia. Lo que sí está documentado es que a los veintidós dos años se enfrentó con el Tribunal de Espionaje y Alta Traición de Barcelona acusada de haber realizado tareas de espionaje a favor de los insurgentes.
Para entonces, Valencia había dejado de ser la capital de la República. En el Consulado de Panamá en Valencia, situado en la calle del Mar 78, se habían refugiado, huyendo de Madrid, dos oficiales rebeldes, el comandante de Estado Mayor José Bielza Laguna (docente en la Escuela Superior de Guerra) y el comandante de Infantería Carlos García Bravo (juez militar de la 1ª División Orgánica que, entre otros, había instruido las causas contra Largo Caballero, antes del inicio de la guerra), así el joven falangista Manuel González Romero. En estos años, varios consulados servían de asilo político y refugio a los perseguidos, pero esta práctica tuvo que dejarse cuando este uso llegó a ser de dominio público, ya que se producían asaltos a los consulados por parte de la policía, acusados de dar refugio en su interior a prófugos. Carmen Tronchoni, consiguió establecer contacto con estos militares y urdió un plan para facilitarles la huida a territorio sublevado. Estos actos serían descubiertos y provocarían su detención y posterior juicio en 1938.

## Acontecimientos que llevaron a su detención y posterior ejecución
Carmen Tronchoni decidió ayudar a estos dos militares y al joven falangista a salir de España, para lo cual, pidió salvoconductos a nombre de las hermanas Carmen y Lola Boscá Villanueva para poder desplazarse los tres en Barcelona, a Ismael Vilaplana Miralles (quien le había sido presentado como un policía afín a la causa rebelde, pese a que era un agente encubierto del Servicio de Información Militar (SIM) republicano en Valencia). En Barcelona Carmen trata de conseguir pasaportes para los militares alojados en el Consulado de Panamá, pero es localizada por dos agentes del SIM (Ricardo Basurto Clemente y José Frutos Soria), alertados por el agente Ismael Vilaplana, y se hacen pasar por miembros de la Quinta Columna, que se ofrecen a prestarle ayuda. Mientras, Carmen conoce en Barcelona a Inés Jiménez Lumbreras, quien se gana su amistad, hasta el punto de acompañar a Carmen de regreso a Valencia para ayudarla en su plan, junto a los agentes encubiertos del SIM. El 20 de noviembre de 1937 Carmen traslada a los dos oficiales y al falangista, a su domicilio en Valencia, en la calle de Pi y Margall, 35-2n. A la mañana siguiente todos salen dirección Barcelona (donde deben recoger los pasaportes encargados por Carmen), utilizando como medio de transporte un coche oficial de la policía —facilitado por Basurto y Frutos— al objeto de facilitarles el paso por los controles de carretera.
En Barcelona se hospedan en un hotel, pero al retrasarse la entrega de los pasaportes falsos y no poder seguir pagando la habitación, a instancia de los agentes del SIM encubiertos se alojan en una torre sita en la calle de Monestril, donde son detenidos el 28 de noviembre de 1937 y llevados a la Comisaría del Distrito de la Universidad donde se realiza la denuncia y los detenidos declaran. El 1 de diciembre de 1937 ingresan en los calabozos del Palacio de Justicia de Barcelona y pasan a disposición del Juzgado especial n.º 1 del Tribunal de Espionaje y Alta Traición de Cataluña, siendo el juez José Vidal Llecha quien instruye la fase de sumario, y, atendiendo a los hechos denunciados, procesa a los detenidos (Carmen Tronchoni, los dos oficiales José Bielza Laguna y Carlos García Bravo, el joven Manuel González Romero y Eduardo Zamarripa Irazusta, a quien se detendrá más tarde) y decreta la prisión incondicional.
Durante los interrogatorios y el proceso de investigación, Carmen descubrió estupefacta que Inés Jiménez era en realidad una confidente de los agentes del SIM y una de las principales testigos de cargo en el juicio. Eduardo Zamarripa Irazusta, fue detenido tras las declaraciones de Inés, considerado el amigo de Carmen que proporciona los medios económicos para poder comprar los pasaportes de los oficiales. El 15 de febrero de 1938 se constituye el Tribunal, que preside Alfonso Rodríguez Dranguet y como vocales: Fernando Martín López, Carlos Gerhart Ottenwaelder, Santiago Sentís Melendo y Ramón Pérez Noriega. Se llevó a cabo un juicio oral y después se procedió al interrogatorio de los procesados y de los testigos citados. Los cargos imputados a Carmen Tronchoni fueron los de desarrollo de actividades fascistas, preparación de planos con posiciones militares (cargo que no quedó adecuadamente demostrado) y, sobre todo, facilitar la fuga de los oficiales rebeldes en la zona sublevada, poniendo todos los medios posibles para lograrlo. Ante tales cargos, el abogado defensor de Carmen, el letrado Rafael Munido Domec, poco pudo hacer. La sentencia fue la siguiente: pena de muerte para Carmen Tronchoni y los dos oficiales sublevados; 30 años de internamiento en campos de trabajo para el falangista Manuel González y 6 años de internamiento en campos de trabajo para Eduardo Zamarripa. Como Carmen había ingresado en la prisión de Les Corts en Barcelona el 3 de diciembre de 1937, permaneció recluida allí, tanto durante el juicio como hasta el final. Conocida la inminencia de su ejecución, sorprendió en todo momento la fortaleza y serenidad de que hizo gala, no pidiendo en la noche que pasó "en capilla" otra cosa que poder hacerlo en compañía de sus amigas más íntimas de la prisión, cosa que le fue concedida.
La sentencia se hizo efectiva mediante fusilamiento el 29 de marzo de 1938 en los fosos de Santa Elena del Castillo de Montjuïc, junto a los dos comandantes citados y tres personas más.
Carmen fue enterrada en el cementerio del Suroeste, en Montjuïc, en el nicho hipogeo núm. 159, vía de Santa Eulalia (el nicho todavía se conserva), pero sus restos ya no están allí, ya que por orden superior y autorización familiar el 16 de marzo de 1959, fueron exhumados y trasladados al monumento del Valle de los Caídos en Madrid, donde actualmente descansa, concretamente en el columbario núm. 652, cripta derecha, piso primero, junto a los restos de unos 40.000 caídos en la guerra civil española.

## Obras sobre ella
Pastor Petit, Bertrán y Musitu, Rafael Tasis (Director General de Servicios Correccionales de la Generalidad de Caraluña en el momento en que fue detenida Carmen), entre otros fueron autores que escribieron sobre Carmen Tronchoni, los tres la consideraron espía al servicio de Franco, miembro del SIFNE y de la Quinta Columna. En cambio existe el testimonio de otras personas que se han dedicado a investigar el caso de Carmen y han llegado a otra conclusión. Para estas últimas, Carmen no era espía, sino que actuó movida por el sentimiento amoroso que experimentaba por uno de los oficiales, el comandante José Bielza Laguna. Con los datos oficiales existentes, solamente puede afirmarse que  tenía vinculación con grupos clandestinos.
Tras la guerra, el nombre de Carmen Tronchoni se incluyó en el listado de mártires del franquismo, y recibió homenajes y honores, entre los que destaca la concesión de la "Y de Oro Individual" (máxima distinción de la Sección Femenina). Su nombre se le otorgó a centros educativos y calles, como la Escuela Graduada 'Carmen Tronchoni' en Montjuic, o el colegio público 'Carmen Tronchoni' en Sabadell (actualmente llamado 'Río Seco'), así como la calle Carmen Tronchoni en Picasent, que fue cambiada por “del Medio” en 1979, o en Valencia en donde tampoco conserva su nombre, siendo ahora la calle de la fotografía